# Гёрен (Рюген)
Гёрен (нем. Göhren) — община в Германии, в земле Мекленбург-Передняя Померания.
Входит в состав района Рюген. Подчиняется управлению Мёнхгут-Границ. Население составляет 1285 человек (2009); в 2003 г. — 1282. Занимает площадь 6,89 км².